# ジロボウエンゴサク
ジロボウエンゴサク（次郎坊延胡索、学名：Corydalis decumbens）はケシ科キケマン属の多年草。
別名、ヤブエンゴサク。ただし、牧野富太郎 (1940) は、「世人往々之レヲびっちり又はやぶえんごさくト云フは非ナリ」としている。

## 特徴
植物体全体に無毛。地下にある塊茎は径1cmほどで、やや上下につぶれた球形をしている。塊茎の頂芽は肥厚して、毎年新しい塊茎となって古い塊茎の上に重なる。塊茎からは根出葉と茎を数本だす。塊茎の側芽は肥厚して小塊茎になる。茎は高さが10-20cmになり、弱々しくやや傾いて伸び、短い葉柄のある茎葉をふつう2個、まれに3個つける。根出葉は2-3回3出複葉となり、長い葉柄があり、小葉はふつう2-3深裂して裂片は長さ1-2cm、幅3-7mmになる。
花期は4-5月。総状花序にやや小数の花をつける。小花柄の基部の苞は菱形の卵形で、先はとがり分裂しない。花冠は一方が唇状に開き、その反対側が距となり、長さは12-22mmになる。花冠は紅紫色から青紫色になり、まれに白色になる。 果実は線形の蒴果で、長さ12-22mmになる。果実に数個の種子が入り、種子は径1.2mmで、表面に微小な棍棒状突起がある。
春先に花を咲かせ、落葉広葉樹林の若葉が広がる頃には地上部は枯れてなくなり、その後は翌春まで地中の地下茎で過ごすスプリング・エフェメラルの一種。

## 分布と生育環境
日本では、本州の関東地方以西、四国、九州に分布し、低地から山地の草原、川岸、樹縁などに生育する。世界では、台湾、中国大陸（東北部）に分布する。

## 名前の由来
和名のジロボウエンゴサクは「次郎坊延胡索」の意で、このユニークな名前は、三重県伊勢地方において、子供たちが早春の植物のうちスミレを「太郎坊」とよび、本種を「次郎坊」とよんで、子供たちが互いに、互いの植物の花の距をからませた引っ張り合いをして勝負（ゲーム）をすることから、本種を「次郎坊延胡索」と呼んだ。「エンゴサク」はキケマン属のうち、この類の漢名「延胡索」のこと。
種小名（種形容語）decumbens は、「伏して先が上がった」の意味。

## ギャラリー

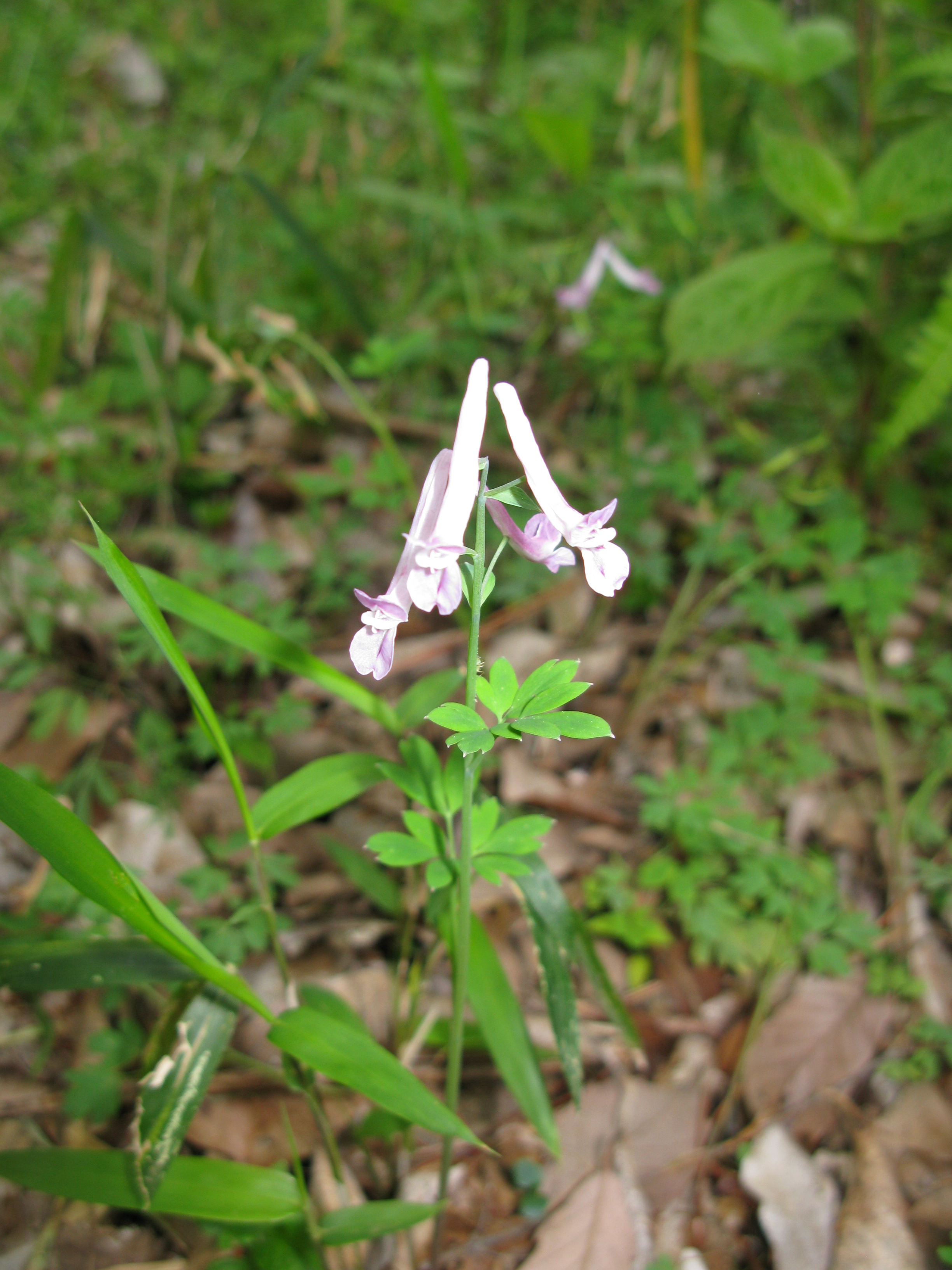
花は少数。茎葉は短い葉柄で2個つける。
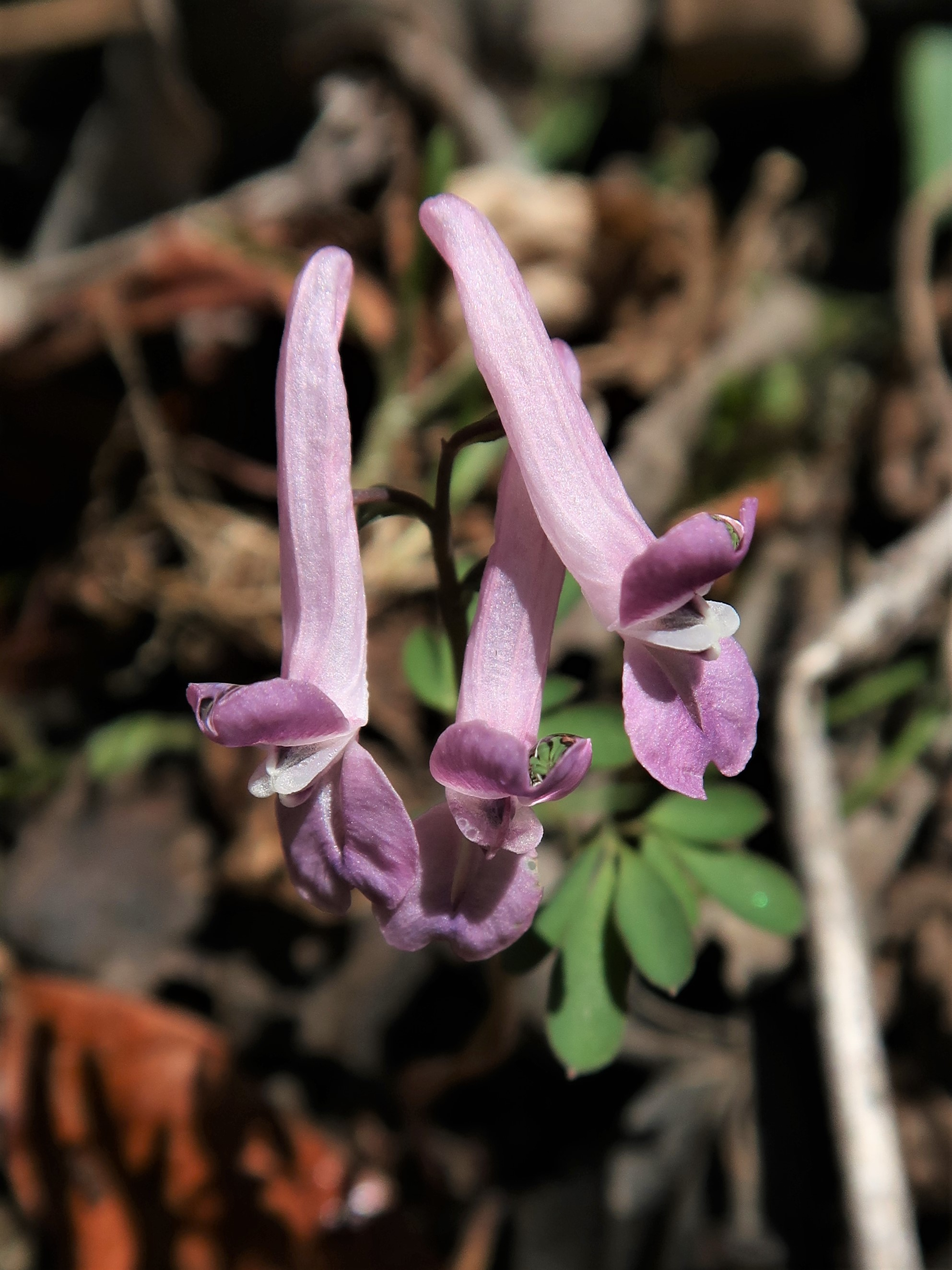
花冠は一方が唇状に開き、その反対側が距となる。

## 下位分類
- シロバナジロボウエンゴサク Corydalis decumbens (Thunb.) Pers. f. albescens (Takeda) Ohwi ex S.Akiyama[7] - 「白花次郎坊延胡索」で、基本種の白花品種。別名、シロバナヤブエンゴサク[7]。

## 近縁種
- エゾエンゴサク（蝦夷延胡索、学名：Corydalis fumariifolia subsp. azurea）
- ヤマエンゴサク（山延胡索、学名：Corydalis lineariloba）
- オトメエンゴサク（乙女延胡索、学名：Corydalis fukuharae）